# Німецька національна бібліотека
Німецька національна бібліотека (нім. Deutsche Nationalbibliothek (DNB)) — центральне сховище друку та національний бібліографічний центр Федеративної Республіки Німеччини.

## Завдання бібліотеки
Завдання бібліотеки: створення вичерпного документного архіву безтермінового збереження літератури Німеччини та німецької екстеріорики (германіки); популяризація німецької та німецькомовної літератури та культури; координація розробки та вдосконалення німецьких бібліографічних та інших бібліотечних стандартів і правил.

## Історія
Після возз'єдання Німеччини ці три установи були об'єднані у Німецьку бібліотеку (Die Deutsche Bibliothek). 2006 року бібліотека отримала статус національної бібліотеки і теперішню назву.
Особливістю Німецької національної бібліотеки є наявність в ній виключно німецькомовної літератури та літератури про Німеччину інших країн. Ця бібліотека не є універсальною, тобто в ній не діє принцип: збирати літературу з усіх країн, усіма мовами світу та про всі наукові напрямки, як, наприклад, у Французькій національній бібліотеці. Відносно пізнє створення Німецької національної бібліотеки, її неуніверсальний характер та децентралізація тісно пов'язані з новою й новітньою історією Німеччини: тривалою роздробленістю, поділом внаслідок Другої світової війни, подоланим лише в 1990 році та принципом федералізму. Відсутність повноцінної універсальної Національної бібліотеки компенсується в Німеччині системою спеціальних тематичних напрямів (нім. Sondersammelgebiete (SSG)). Так кожна крупна бібліотека має кілька таких напрямів або тем, за якими вона збирає всю наявну літературу з усіх країн. Компенсаторним, але, водночас, і конкуренційним фактором є також наявність у Німеччині двох великих універсальних бібліотек — Державної бібліотеки в Берліні та Баварської державної бібліотеки — які за величиною й значенням можуть конкурувати з такими універсальними національними бібліотеками, як Французька національна бібліотека чи Британська бібліотека.

## Структура
Національна бібліотека складається з трьох самостійних книгосховищ:
- Deutsche Bücherei Leipzig

Національна бібліотека у Лейпцизі, заснована у 1912 р. Фонд нараховує 14,3 млн одиниць збереження.
- Deutsche Bibliothek Frankfurt

Національна бібліотека у Франкфурті-на-Майні, заснована у 1947 р. Фонд — приблизно 8,3 млн одиниць.
- Deutsche Musikarchiv

Німецький музичний архів, заснований у 1970 р. як філія Бібліотеки у Лейпцизі. Фонд — 1,5 млн одиниць.

## Національна бібліографія
Національна бібліографія, що збирається й публікується Національною бібліотекою Німеччини, включає:
- всі публікації, видані у Німеччині;
- всі німецькомовні публікації, видані поза межами Німеччини;
- всі переклади німецькомовних публікацій, видані поза межами Німеччини;
- всі іншомовні публікації про Німеччину, видані поза її межами (германіка);
- друковані праці, написані або опубліковані німецькомовними емігрантами у період з 1933 по 1945 рр.